# زهرة الأهوار التونكينية
زهرة الأهوار التونكينية (الاسم العلمي:Nymphoides tonkinensis) هي نوع من النباتات تتبع جنس زهرة الأهوار من الفصيلة الإطريفلية.